# Fallotaspis
Fallotaspis ist eine Gattung der Trilobitenfamilie Fallotaspididae. Sie tritt im Verlauf der dritten Stufe (Zweite Serie) des Kambriums (Unterkambrium) vor zirka 521 Millionen Jahren BP zum ersten Mal im Fossilbericht auf.

## Etymologie
Die Gattung Fallotaspis wurde zu Ehren des französischen Paläontologen Paul Fallot (1889–1960) benannt. Aspis leitet sich ab vom Griechischen άσπίς für „Schild“.

## Beschreibung
Die wissenschaftliche Erstbeschreibung und Benennung des Taxons erfolgte durch Pierre Hupé im Jahr 1953.
Cephalon: Groß und halbkreisförmig abgerundet mit langen Wangenstacheln, die bis zur ersten Thoraxhälfte zurückreichen. Gesichtsnähte fehlen. Die Glabella ist leicht konisch und nach vorne schmäler werdend. Die Augenleisten schließen an der Außenseite des Glabellarlobus LA an die Glabella an. Das Hypostom ist im Gegensatz zu den restlichen Fallotaspiden nicht natant.
Thorax: Bis zu 21 Segmente. Das dritte Segment endet in einem langgezogenen Pleurenstachel, der sich bis zum vierzehnten Segment erstreckt.
Pygidium: Winzig

## Verbreitung und Vorkommen
Verbreitungsgebiete der Gattung Fallotaspis finden sich auf Laurentia (Südwesten der Vereinigten Staaten – Campito-Formation) und in Marokko (Amouslek-Formation und Igoudine-Formation).

## Stratigraphie
Die Gattung Fallotaspis stellt bedeutende Leitfossilien im Unterkambrium.

### Fallotaspis-Zone
Nach Fallotaspis wurde die Fallotaspis-Zone benannt – in Laurentia der älteste und in Sibirien der zweitälteste Trilobitenleithorizont. Hierbei ist zu beachten, dass die Fallotaspis-Zone Sibiriens nicht die Gattung Fallotaspis, sondern die Fallotaspididengattung Repinaella enthält und daher folgerichtig auch als Repinaella-Zone bezeichnet wird.
Begleitende Trilobiten in der Fallotaspis-Zone Laurentias sind:
- Daguinaspis
- Holmia
- Judomia?
- Nevadia

Trilobiten in der Fallotaspis-Zone bzw. Repinaella-Zone Sibiriens:
- Repinaella
- Bigotina bzw. Bigotinella – zur Familie der Bigotinidae gehörig

## Systematik
Es werden folgende Arten ausgewiesen:
- Fallotaspis bondoni NELTNER & POCTEY 1950 (auch Fallotaspis cf. bondoni oder Olenellus bondoni) – Laurentia (Campito-Formation)
- Fallotaspis inexspectatus G. GEYER 1996
- Fallotaspis ljugneri KAUTSKY
- Fallotaspis longa HUPÉ 1953 – Laurentia (Campito-Formation)
- Fallotaspis longispina HUPÉ 1953 – Marokko, nahe Taroudannt
- Fallotaspis plana HUPÉ 1953 – Marokko
- Fallotaspis planospinosa HUPÉ 1953 – Marokko
- Fallotaspis tazemmourtensis HUPÉ 1953 – Laurentia (Campito-Formation) und Marokko (Igoudine-Formation)
- Fallotaspis typica HUPÉ 1953 – Marokko